# Sistemul de Informare al Pieței Interne
Sistemul de informare al pieței interne (IMI) este o rețea electronică care face legătura între organele publice din Spațiul Economic European. Sistemul a fost dezvoltat de Comisia Europeană, în strânsă cooperare cu statele membre ale Uniunii Europene pentru a accelera cooperarea administrativă transfrontalieră. IMI le permite administrațiilor publice naționale, regionale și locale să își identifice omologii din alte state membre și să gestioneze schimbul de informații cu aceștia. Seturile de întrebări și răspunsuri predefinite deja traduse, precum și serviciul de traducere automată, le permite acestora să comunice în limba maternă.

## Context
Conform legislației comunitare din domeniul pieței interne, autoritățile competente din statele membre au obligația de a furniza informații omologiilor din alte state membre. Alte acte legislative solicită de asemenea comunicarea dintre statele membre și Comisia Europeană (de exemplu pentru notificarea măsurilor naționale de implementare a dreptului Uniunii Europene). IMI a fost dezvoltat pentru a facilita acest schimb zilnic de informații.
IMI a fost lansat în februarie 2008. Din iulie 2010 lucrările de dezvoltare și mentenanță sunt finanțate prin intermediul programului de soluții de interoperabilitate pentru administrațiile publice europene (ISA). ISA este succesorul programului IDABC, care a finanțat IMI până la data de 31 decembrie 2009.
IMI este unul din instrumentele de guvernare ale Pieței Unice. Celelalte instrumente de guvernare sunt Europa ta, Europa ta - Consiliere, SOLVIT și Ghișeele unice.
IMI abordează principiul "respectării vieții private"și a integrat cerințele legislației privind protecția datelor în toate etapele dezvoltării sale, în colaborare cu Autoritatea Europeană pentru Protecția Datelor (AEPD).

## Actori principali
IMI a fost conceput pentru o dezvoltare descentralizată. Prin urmare, fiecare stat membru este responsabil de implementarea sistemului. Rețeaua IMI implică diferiți actori.

### Autoritățile competente
Autoritățile competente sunt utilizatorii finali IMI. Acestea sunt organe publice care răspund de anumite elemente de aplicare a legislației pieței interne. Acestea pot funcționa la nivel național, regional și local.

### Coordonatorii IMI
Fiecare stat membru dispune de un coordonator național IMI (NIMIC), care în cele mai multe cazuri face parte dintr-un minister național. Sarcina acestora este de a asigura buna funcționare a sistemului în țara lor. Coordonatorii IMI pot delega o parte din responsabilități unor alți coordonatori, care sunt responsabili, de exemplu cu o arie legislativă sau o regiune geografică, în funcție de structura administrativă a fiecărui stat membru.

### Comisia Europeană
Comisia Europeană este responsabilă de mentenanța și dezvoltarea sistemului, de serviciile de helpdesk și de formarea utilizatorilor. Comisia gestionează și susține rețeaua de coordonatori IMI, promovează extinderea IMI către alte domenii și produce rapoarte privind funcționarea sistemului.

## Fluxurile de lucru IMI
IMI oferă utilizatorilor săi un număr de fluxuri de lucru pentru a facilita diferitele tipuri de cooperare administrativă în rândul statelor membre ale Spațiului Economic European.

### Cereri de informații
Atunci când o autoritate competentă are nevoie de o informație de la un omolog din alt stat membru, aceasta poate trimite o cerere de informații. Acest mecanism de schimb de informații utilizează liste de întrebări și răspunsuri deja traduse în toate limbile oficiale ale UE. Există de asemenea posibilitatea de a atașa documente. Doar autoritățile competente care sunt implicate direct într-un schimb de informații au acces la conținut. Un exemplu de cerere de informații este atunci când un profesor german dorește să își continue activitatea profesională în Portugalia. Autoritatea portugheză trebuie să verifice autenticitatea diplomei sale scanate. În acest caz, autoritatea poate trimite o cerere de informații autorității sale omoloage din Germania. Aceasta poate accepta cererea și trimite un răspuns autorității portugheze. Datorită seturilor de întrebări și răspunsuri deja traduse, ambele autorități pot comunica în propria limbă.

### Notificări
Notificările sunt bazate pe schimburi de informații multilaterale (unu către mai mulți) în care autoritățile pot alerta sau notifica una sau mai multe autorități competente și/sau Comisia Europeană. De exemplu, Directiva privind serviciile pe piața internă prevede ca statele membre să se alerteze cu privire la posibile pericole la adresa sănătății și siguranței oamenilor sau a mediului înconjurător cauzate în prestarea de servicii.

### Baze de date
Bazele de date IMI stochează informații specifice pentru anumite arii legislative. Un astfel de exemplu este anuarul de registre ținut de autoritățile competente din întreg Spațiul Economic European. Acest anuar este dotat cu funcții de căutare multilingve. Conținutul unei astfel de baze de date poate fi accesat fie de un grup restrâns de autorități competente fie de toți utilizatorii IMI.

## Cadrul legal
IMI este folosit în toate statele membre ale Spațiului Economic European pentru cooperarea administrativă prevăzută de către Directiva privind recunoașterea calificărilor profesionale (2005/36/CE), Directiva privind serviciile (2006/123/CE)  și ca proiect-pilot, de către Directiva privind detașarea lucrătorilor. Din noiembrie 2012, IMI prevede și o bază de date pentru schimbul de informații privind deținătorii de licențe pentru transportul transfrontalier de numerar în euro între statele membre din zona euro și o platformă IT pentru rețeaua Solvit. Sistemul este în continuă extindere pentru a acoperi și alte arii legislative, cum ar fi Directiva privind aplicarea drepturilor pacienților în cadrul asistenței medicale transfrontaliere.
Sistemul IMI își dorește "să devină un instrument flexibil în mâinile cooperării administrative, contribuind la o mai bună guvernanță  a Pieței Interne".
Regulamentul IMI care a intrat în vigoare în decembrie 2012 este o lege UE care consolidează cadrul juridic al sistemului. Regulamentul prevede un set complet de reguli pentru procesarea datelor cu caracter personal în IMI și prescrie o metodă pentru viitoarele extinderi ale sistemului către alte arii legislative.